# Kodaňská aglomerace
Kodaňská aglomerace je název oblasti hlavního města Dánska, Kodaně, a jeho okolí. Rozkládá se na ostrovech Sjæland, Fyn, a několika okolních menších ostrovech a z malé části i na pevnině Jutského poloostrova. Nejmenší část kodaňské aglomerace leží v jižním Švédsku. Celá aglomerace má rozlohu 11 012 km² a asi 4 miliony obyvatel (což je 60% obyvatel Dánska[zdroj⁠?!]). V Dánsku jsou všechny obce aglomerace samostatnými celky, ve Švédsku jde o jeden okres.
Dalšími velkými městy v aglomeraci kromě Kodaně jsou Køge, Naestved, Odense, Slagelse či Hillerød v Dánsku a Malmö ve Švédsku.